# القطرية للشحن الجوي
القطرية للشحن الجوي هي إحدى الشركات التابعة لمجموعة الخطوط الجوية القطرية، تتخذ من مطار الدوحة الدولي مركزاً لعملياتها، وتواكب القطرية للشحن الجوي جميع المتطلبات السوقية والطلب المتزايد على خدماتها، وتختص الشركة في إدارة الأعمال، والمبيعات والتسويق، والإمداد، والمستودعات ومحلات السلام والعمليات وخدمة العملاء، وفي 2020 فازت الشركة بجائزة أفضل شركة للشحن الجوي في العالم ضمن حفل جوائز ستات تايمز الذي أقيم في مدينة مومباي الهندية.

## وصلات خارجية
- القطرية للشحن الجوي" جائزة أفضل شركة شحن بالعالم